# ألبرت روز (منافس ألعاب قوى)
ألبرت روز (بالإنجليزية: Albert Rose)‏ هو منافس ألعاب قوى أمريكي، ولد في 10 نوفمبر 1901، وتوفي في 28 مارس 1961.

## وصلات خارجية
- ألبرت روز على موقع أوليمبيديا (الإنجليزية)